# Comté de Middlesex (New Jersey)
Pour les articles homonymes, voir Middlesex et Comté de Middlesex.
Le comté de Middlesex est un comté des États-Unis situé dans l'État du New Jersey. Sa population était de 863 162 habitants au recensement de 2020. Le comté fait partie de l'agglomération new-yorkaise. Son chef-lieu est New Brunswick.

## Géographie

### Relief
Composant le tronçon aval de la plaine du Raritan, ce comté présente le relief étale caractéristique du centre du New Jersey : le point culminant, une colline sur la Major Road dans la banlieue de South Brunswick, est à 91 m au-dessus du niveau de la mer.

### Géolocalisation
| Comté de Somerset | Comté de Union     |                   |
|                   | Comté de Middlesex |                   |
| Comté de Mercer   |                    | Comté de Monmouth |

### Municipalités du comté
- Kingston ;
- township de Piscataway ;
- township de South Brunswick ;
- township de Woodbridge.